# Sonderina tenuis
Sonderina tenuis är en flockblommig växtart som beskrevs av H.Wolff. Sonderina tenuis ingår i släktet Sonderina och familjen flockblommiga växter. Inga underarter finns listade i Catalogue of Life.